# Pristimantis permixtus
Pristimantis permixtus es una especie de anfibio anuro de la familia Craugastoridae.

## Distribución
Esta especie es endémica de Colombia. Habita entre los 1900 y 3700 m de altitud:
- en la Cordillera Occidental en el departamento de Antioquia;
- en la Cordillera Central en los departamentos de Antioquia, Caldas, Risaralda, Quindío, Tolima y Valle del Cauca.[4]

## Descripción
Los machos miden de 21.9 a 31.4 mm y las hembras de 32.4 a 45.4 mm.

## Publicación original
- Lynch, Ruiz-Carranza & Ardila-Robayo, 1994 : The identities of the Colombian frogs confused with Eleutherodactylus latidiscus (Boulenger) (Amphibia: Anura: Leptodactylidae). Occasional Papers of the Museum of Natural History University of Kansas, n.º 170, p. 1-42[5]